# Museum der tibetischen Kultur

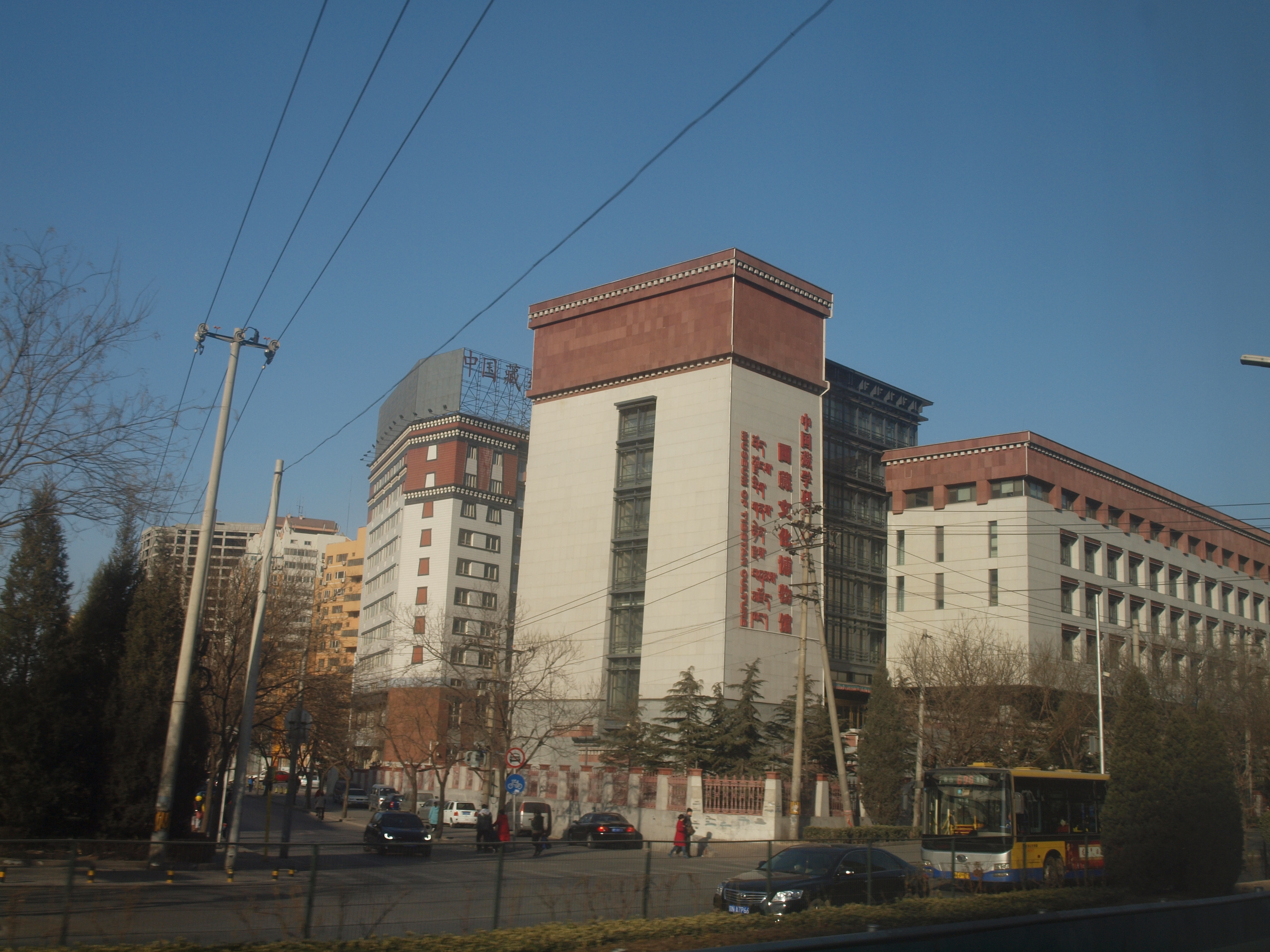
Museum der tibetischen Kultur (Peking)

Das Museum der tibetischen Kultur (chin. Xizang wenhua bowuguan 西藏文化博物馆; engl. Museum of Tibetan Culture / Tibetan Culture Museum / Tibet Cultural Museum) befindet sich in dem 1986 in Peking gegründeten Chinesischen Tibetologischen Forschungszentrum (engl. China Tibetology Research Center (CTRC); chin. Zhongguo Zangxue Yanjiu Zhongxin 中国藏学研究中心), einer tibetologischen Forschungsinstitution im Pekinger Stadtbezirk Chaoyang, 131 Dong Beisanhuan Lu. Es wurde am 28. März 2010 eröffnet. Mehr als 2000 Ausstellungsstücke sind darin zu sehen, darunter 10 nationale Kulturgüter ersten Grades.

## Offizielle Website
- tibetology.ac.cn: Xizang wenhua bowuguan

## Videos
- english.cctv.com: Tibetan Culture Museum opens in Beijing - Englisch